# المعمورة (منبج)
المعمورة أو المهدوم كما تعرف محليّاً، قرية سوريّة تتبع إداريّاً لمحافظة حلب منطقة منبج ناحية خفسة، بلغ تعداد سكانها (2,276) نسمة حسب التعداد السكاني لعام 2004.